# 大庭功睦
大庭 功睦（おおば のりちか、男性、1978年 - ）は、日本の映画監督、脚本家。萩原慎一郎の歌集を原作とした映画『滑走路』の監督。福岡県岡垣町出身。

## 略歴
2001年に熊本大学文学部を卒業後、2004年に日本映画学校映像科を卒業。西谷弘の元でテレビドラマや映画のアシスタントや助監督を経て、2020年にKADOKAWA配給による萩原慎一郎の『歌集 滑走路』を原作とした映画作品の監督として抜擢された。

## 映画作品

### 監督
- 『ノラ』2010年、自主制作、主演:染谷将太
- 『キュクロプス』2019年、自主制作、主演:池内万作
- 『滑走路』2020年11月20日公開、KADOKAWA、主演:水川あさみ、浅香航大、寄川歌太[3]

### 助監督
- 『県庁の星』2006年[1]
- 『容疑者Xの献身』2008年[1]
- 『アマルフィ 女神の報酬』2009年[1]
- 『任侠ヘルパー』2012年[1]
- 『グラスホッパー』2015年[1]
- 『シン・ゴジラ』2016年、東宝映画[1]
- 『太陽』2016年、KADOKAWA[1]
- 『未成年だけどコドモじゃない』2017年、東宝映画
- 『ヒキタさん! ご懐妊ですよ』2019年、東急レクリエーション
- 『シン・エヴァンゲリオン劇場版』2021年、東宝映画
- 『シン・ウルトラマン』2022年、東宝映画

### 監督助手
- 『マチネの終わりに』2019年、KADOKAWA

## 雑誌
- 角川文化振興財団『短歌』2020年12月号 「映画『滑走路』公開記念」インタビューと共に萩原慎一郎への挽歌を寄稿。

## 受賞・ノミネート
- 2011年 第5回田辺弁慶映画祭 『ノラ』市民審査員賞受賞
- 2018年 ゆうばり国際ファンタスティック映画祭2018 『キュクロプス』シネガーアワード、北海道知事賞受賞
- 2020年10月 TOKYO MX 5時に夢中!「中瀬親方(中瀬ゆかり)のエンタメ番付」『滑走路』大関 選出。
- 2020年11月 第45回報知映画賞 『滑走路』作品賞ノミネート